# 朴珖賢
朴珖賢（1977年10月11日—），常見譯名為朴廣賢、朴洸賢等，韓國男演員、歌手。

## 演出作品

### 電視劇
- 2000年：KBS《學校3》飾 李世燦
- 2002年：MBC《陽光情人夢（朝鲜语：그 햇살이 나에게）》飾 李涵修
- 2003年：MBC《我的麻煩男友》飾 徐京秀
- 2004年：MBC《紅豆麵包》飾 安南俊
- 2008年：MBC《別巡檢第2季》飾 宣宇賢
- 2009年：MBC《不是誰都能愛》飾 李順臣
- 2009年：SBS《吞噬太陽》飾 玄基尚（青年）
- 2010年：MBC《粉紅色口紅》飾 何在凡
- 2012年：KBS Drama《閃亮的她》飾 盧容佑
- 2012年：SBS《清潭洞愛麗絲》飾 許東旭
- 2013年：KBS《紅寶石戒指》飾 羅仁守
- 2013年：MBC《閃耀的羅曼史》飾 韓尚旭
- 2016年：MBC《最佳戀人》飾 鄭宇赫
- 2017年：SBS《姐姐風采依舊》飾 秋泰秀
- 2018年：KBS《愛到最後》飾 韓度英

### 電影
- 2002年：《Dig Or Die》

### MV
- 2011年：成宥利《一個人》

### 綜藝節目
- 2015年：MBC《神秘音樂秀：蒙面歌王》
- 2017年：SBS《Fantastic Duo 2》

## 音樂專輯
- 2002年：《비소》
- 2003年：《The Day》

## 外部連結
- 朴珖賢的Instagram帳戶
- 官方網站 （页面存档备份，存于）